# 善防山

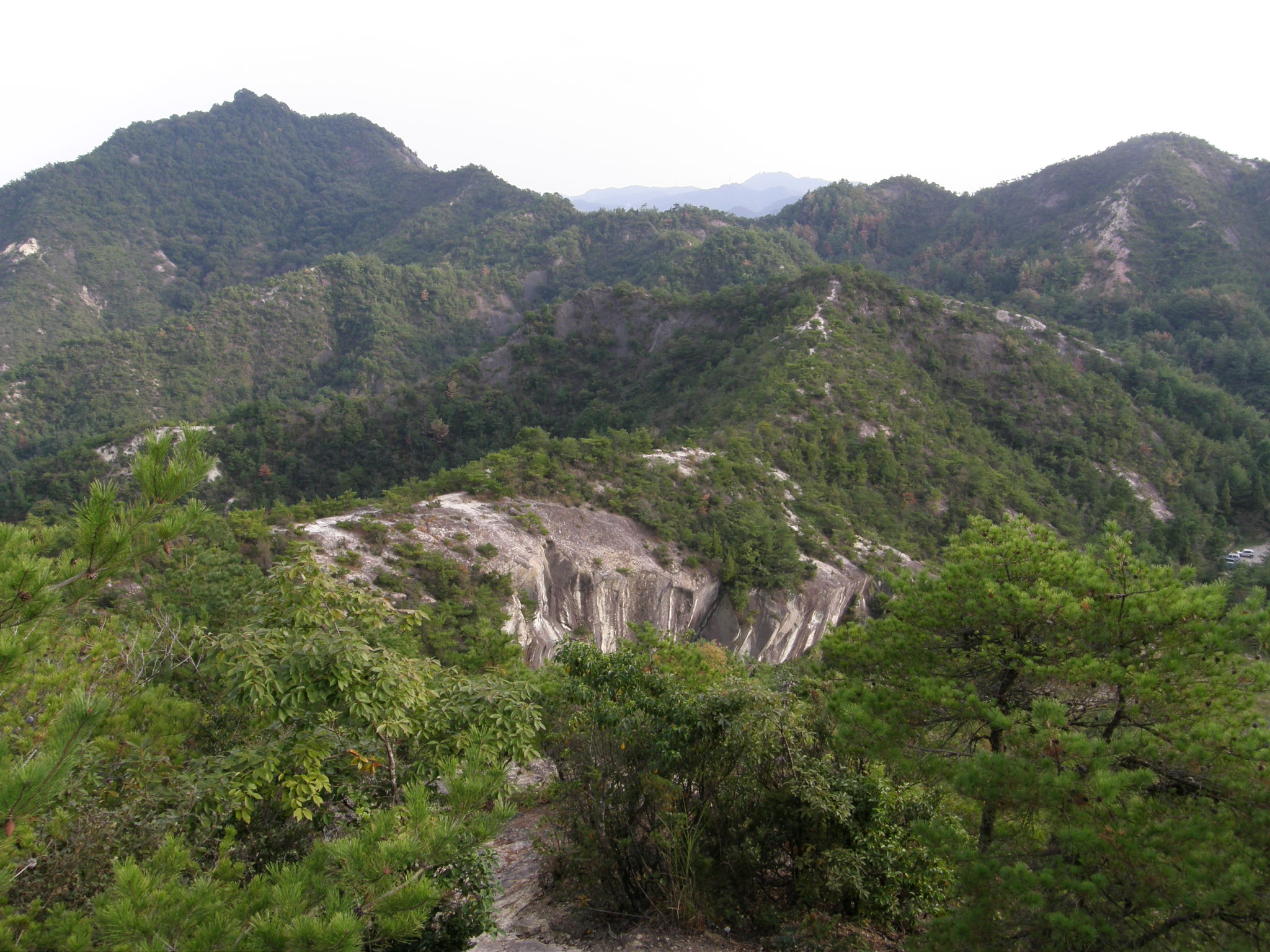
笠松山から望む善防山

善防山（ぜんぼうやま）は、兵庫県加西市にある標高251mの山。山頂には室町時代に善防山城があった。

## 概要
善防山と笠松山を含めた山系は加西アルプスとも称される。一帯は古法華自然公園に指定されている。かつて一帯は修験場として多くの信者を集めた。善防山山頂はこれまでは木々が生い茂り展望は全く望めなかったが、2016年4月に地元の有志によって山頂の木々が伐採・整備され、山頂からは西に笠松山、北は笠形山や千ヶ峰の北播磨の山々、東は大船山などの北摂・丹波方面の山々、また南には加古川・高砂の工場地帯、遠く播磨灘・淡路島が望める。現在はやや南に位置する一乗寺は創建当時にはこの周辺にあったと推定されており、現在も残る笠松山麓の古刹、古法華寺には日本最古、奈良時代の三尊石仏である白鳳石仏（国の重要文化財）を本尊とし祀られる。「古法華」は「法華山一乗寺の旧地」の意味といわれている。
その地形から善防山にはかつて善防山城が築かれ古戦場であった。赤松則繁が城を築いていたが嘉吉の乱（1441）で落城した。明治初期まではこの山麓には人骨がごろごろしていたと伝えられる。現在も狭い山頂には遺構が残るが本丸の主郭部は巨岩がむき出しになっている。

## 交通アクセス
- 北条鉄道北条線 播磨下里駅から山頂まで徒歩約2km。
- 古法華自然公園古法華寺より徒歩1.5km。約1時間。

## 周辺観光
- 玉丘史跡公園- 玉丘古墳群
- 羅漢寺
- 一乗寺
- 久学寺（紅葉の名所）
- 奥山寺（法道仙人開基の真言宗の古刹、紅葉の名所 国正町）
- 兵庫県立フラワーセンター
- いこいの村はりま
- 丸山総合公園
- 日岡山公園（日岡御陵、南大塚古墳、聖徳閣跡展望台、多目的グランドなどがある）
- 乳の井戸
- 三田池、伝通池（コハクチョウ、オオハクチョウの飛来地）
- 日岡神社